# Aleksiej Grigorowicz-Barski
Aleksiej Borisowicz Grigorowicz-Barski, ros. Алексей Борисович Григорович-Барский (ur. 28 lutego 1913 r. w Petersburgu, zm. 12 lipca 1994 r. w Paryżu) – rosyjski działacz emigracyjny, wojskowy Rosyjskiej Armii Wyzwoleńczej, a następnie Sił Zbrojnych Komitetu Wyzwolenia Narodów Rosji podczas II wojny światowej, działacz religijno-społeczny, autor filmów dokumentalnych
Po rewolucji październikowej 1917 r. jego rodzina wyemigrowała do Francji. Na pocz. lat 30. A. B. Grigorowicz-Barski był współzałożycielem organizacji młodzieżowej "Junyj dobrowolec", wchodząc w skład jej kierownictwa. Na obozach letnich pełnił funkcję instruktora. Podczas II wojny światowej wstąpił do Rosyjskiej Armii Wyzwoleńczej (ROA). Od jesieni 1944 r. służył w Siłach Zbrojnych Komitetu Wyzwolenia Narodów Rosji. Po zakończeniu wojny został członkiem Organizacji Rosyjskich Wywiadowców Prawosławnych. W 1952 r. wybrano go do komitetu Rosyjskiego Związku Narodowego. W 1954 r. współredagował jedniodniówkę "Gołos nacyonalnoj Rossii". W 1955 r. założył w Paryżu cerkiew Wszystkich Świętych Pochowanych w Ziemi Rosyjskiej. W latach 50. kierował paryskim oddziałem Archiwum – Muzeum Rosyjskiej Cerkwi Prawosławnej poza granicami Rosji. Uczył w szkole cerkiewnej pod Paryżem. Tłumaczył na język francuski rosyjskie prace religijne. Był członkiem kierownictwa Związku Szlachty Rosyjskiej i komitetu pomocy Związku Rosyjskich Inwalidów Wojennych we Francji. Nakręcił kilka filmów dokumentalnych, w tym "Russkij ekspiedycyonnyj korpus wo Francyi", czy "Nikołaj II Car – muczenik", który w 1991 r. został odrestaurowany przez jego syna Michaiła A. Grigorowicza-Barskiego.